# Post Oak Bend City
Post Oak Bend City is een plaats (town) in de Amerikaanse staat Texas, en valt bestuurlijk gezien onder Kaufman County.

## Demografie
Bij de volkstelling in 2000 werd het aantal inwoners vastgesteld op 404.
In 2006 is het aantal inwoners door het United States Census Bureau geschat op 465, een stijging van 61 (15,1%).

## Geografie
Volgens het United States Census Bureau beslaat de plaats een oppervlakte van
5,3 km², geheel bestaande uit land.

## Plaatsen in de nabije omgeving
De onderstaande figuur toont nabijgelegen plaatsen in een straal van 12 km rond Post Oak Bend City.